# Holmasjön, Lappland
Holmasjön är en sjö i Gällivare kommun i Lappland och ingår i Råneälvens huvudavrinningsområde.